# Pays d'Olmes
Le pays d'Olmes constitue un territoire situé dans le sud-est du département de l'Ariège.

## Géographie
Il s'étend sur environ 300 km2 autour de la ville de Lavelanet, commune principale. Traversé par les vallées de l'Hers et de ses deux affluents le Touyre et le Douctouyre, le pays d'Olmes s'étage sur le piémont pyrénéen entre le massif du Plantaurel et le massif de Tabe, une formation de roches cristallines aux sommets acérés. Ses sommets majeurs sont le pic de Soularac (2 365 m), le pic de Saint-Barthélemy (2 348 m), le mont Fourcat (2 001 m), et le pic Fourcat (1 929 m).
La station de ski des monts d'Olmes exploite le versant nord de ce massif, tandis que l'exploitation du talc s'effectue dans la partie sud-est (carrière de talc de Trimouns, Luzenac).
Le nom du territoire a été repris par la communauté de communes du Pays d'Olmes, organisée autour de Lavelanet. Le pays d'Olmes correspond approximativement au territoire de la communauté de communes.

## Histoire
Le pays d'Olmes possède un passé industriel notoire, marqué en particulier par l'activité textile dans la vallée du Touyre,, et le travail du peigne en corne en particulier dans la haute vallée de l'Hers, mais aussi la taille et le polissage du jais. Plusieurs « moulins à jayet » fonctionnaient grâce à l'énergie hydraulique aux XVIIe et XVIIIe siècles.
C'est dans la station de ski des Monts d'Olmes que Perrine Laffont (née en 1998 à Lavelanet) a débuté enfant le ski acrobatique avant de devenir championne olympique en février 2018 dans la discipline du ski de bosses.